# Тур Іван Петрович
Іван Петрович Тур (27 червня (10 липня) 1905, місто Куп'янськ, тепер Харківської області — 24 жовтня 1965, місто Москва) — радянський партійний діяч, 1-й секретар Барановицького і Гомельського обласних комітетів КП(б) Білорусі, секретар ЦК КП(б) Білорусі, 1-й секретар Великолуцького обласного комітету КПРС. Член Бюро ЦК КП(б) Білорусі (1947—1949). Кандидат у члени ЦК КПРС (1956—1961). Депутат Верховної Ради Російської РФСР 3-го скликання. Депутат Верховної Ради СРСР 1—2-го скликань (1940—1950). 

## Біографія
Народився в родині робітника. З 1920 року — учень слюсаря паровозного депо станції Красний Лиман на Донбасі. Потім працював слюсарем, помічником машиніста на залізниці.
З 1924 по 1927 рік — слухач робітничого факультету при Московському інституті інженерів залізничного транспорту.
Член ВКП(б) з 1926 року.
У 1927—1930 роках — політичний керівник спеціальних курсів, викладач політичної грамоти, завідувач вечірньої робітничої школи Краснопресненського районного відділу народної освіти міста Москви.
З 1930 по травень 1932 року — студент Московського автотранспортного інституту. З травня 1932 року — слухач Військової академії моторизації та механізації РСЧА.
До 1937 року — начальник цеху, начальник відділу технічного контролю Могильовського авторемонтного заводу Білоруської РСР.
У листопаді 1937 — березні 1938 року — секретар Могильовського міського комітету КП(б) Білорусі.
У березні — травні 1938 року — 3-й секретар Організаційного бюро ЦК КП(б) Білорусі по Могильовській області. У травні 1938 — грудні 1939 року — 3-й секретар Могильовського обласного комітету КП(б) Білорусі.
29 листопада 1939 — березень 1941 року — 1-й секретар Барановицького обласного комітету КП(б) Білорусі.
26 березня 1941 — 26 вересня 1943 року — секретар ЦК КП(б) Білорусі із залізничного транспорту.
У 1941—1942 роках — секретар Свердловського обласного комітету ВКП(б).
У 1942 — липні 1944 року — заступник народного комісара танкової промисловості СРСР з кадрів.
20 липня 1944 — липень 1946 року — 1-й секретар Барановицького обласного комітету КП(б) Білорусі.
У липні 1946 — грудні 1947 року — 1-й секретар Гомельського обласного комітету КП(б) Білорусі.
1 грудня 1947 — 15 лютого 1949 року — секретар ЦК КП(б) Білорусі з промисловості.
8 червня 1949 — 1954 року — 2-й секретар Новосибірського обласного комітету ВКП(б).
У 1954—1955 роках — слухач Курсів перепідготовки при ЦК КПРС, уповноважений ЦК КПРС в Акмолінській області Казахської РСР.
У вересні 1955 — жовтні 1957 року — 1-й секретар Великолуцького обласного комітету КПРС.
У жовтні 1957 — жовтні 1965 року — заступник директора Наукового центру біологічних досліджень Академії наук СРСР  у місті Пущино Московської області.
Похований на Новодівочому цвинтарі Москві.

## Нагороди
- орден Леніна
- орден Трудового Червоного Прапора
- орден Вітчизняної війни І ст.
- орден Червоної Зірки
- медаль «За перемогу над Німеччиною у Великій Вітчизняній війні 1941—1945 рр.»
- медаль «За доблесну працю у Великій Вітчизняній війні 1941—1945 рр.»
- медалі